# Кицкеу (комуна)
Кицкеу (рум. Câțcău) — комуна у повіті Клуж в Румунії. До складу комуни входять такі села (дані про населення за 2002 рік):
- Кицкеу (1622 особи) — адміністративний центр комуни
- Мунчел (263 особи)
- Селішка (613 осіб)

Комуна розташована на відстані 357 км на північний захід від Бухареста, 51 км на північ від Клуж-Напоки.

## Населення
За даними перепису населення 2002 року у комуні проживали 2498 осіб.
Національний склад населення комуни:
| Національність            | Кількість осіб | Відсоток |
| ------------------------- | -------------- | -------- |
| румуни                    | 2359           | 94,4%    |
| угорці                    | 79             | 3,2%     |
| цигани                    | 2              | 0,1%     |
| німці                     | 1              | < 0,1%   |
| не вказали національність | 57             | 2,3%     |

Рідною мовою назвали:
| Мова                  | Кількість осіб | Відсоток |
| --------------------- | -------------- | -------- |
| румунська             | 2375           | 95,1%    |
| угорська              | 64             | 2,6%     |
| циганська             | 1              | < 0,1%   |
| не вказали рідну мову | 58             | 2,3%     |

Склад населення комуни за віросповіданням:
| Релігія            | Кількість осіб | Відсоток |
| ------------------ | -------------- | -------- |
| православні        | 2130           | 85,3%    |
| п'ятдесятники      | 186            | 7,4%     |
| реформати          | 78             | 3,1%     |
| баптисти           | 15             | 0,6%     |
| греко-католики     | 12             | 0,5%     |
| адвентисти         | 4              | 0,2%     |
| римо-католики      | 2              | 0,1%     |
| не вказали релігію | 62             | 2,5%     |